# Kaja Załęczna
Kaja Załęczna z domu Daszewska (ur. 3 listopada 1981 w Lubinie) – polska piłkarka ręczna, reprezentantka Polski grająca na pozycji skrzydłowej. Kapitan drużyny KGHM Metraco Zagłębie Lubin - Mistrzyń Polski w piłce ręcznej kobiet z 2011 roku.

## Kariera sportowa
Jest wychowanką MKS Zagłębie Lubin, w którym występowała przez całą karierę sportową. Ze swoim klubem zdobyła Mistrzostwo Polski w 2011 roku, wicemistrzostwo Polski w latach: 2000, 2002, 2006, 2009, 2010, 2012, 2013 i 2017 oraz brązowe medale mistrzostw Polski w latach: 2001, 2007 i 2008, a także Puchar Polski w: 2009, 2011, 2013 i 2017.
Brązowa medalistka pierwszych Światowych Igrzysk Młodzieży, które w 1998 roku odbyły się w Moskwie.
W seniorskiej reprezentacji Polski debiutowała 6 kwietnia 2006 w towarzyskim spotkaniu z Austrią, wystąpiła m.in. na mistrzostwach Europy w 2006 (8. miejsce) i mistrzostwach świata w 2007 (11. miejsce). Łącznie w biało-czerwonych barwach wystąpiła 44 razy, ostatni raz – 27 listopada 2011 w towarzyskim spotkaniu z Austrią.
W 2017 roku po zdobyciu w przez KGHM Metraco Zagłębie Lubin srebrnego medalu Mistrzostw Polski oraz złota w Pucharze Polski zawodniczka postanowiła zakończyć karierę sportową).

## Osiągnięcia klubowe
- 2011:  Mistrzostwo Polski z KGHM Metraco Zagłębie Lubin
- 2000, 2002, 2006, 2009, 2010, 2012, 2013, 2017:  Wicemistrzostwo Polski z KGHM Metraco Zagłębie Lubin
- 2001, 2007, 2008:  Brązowy medalista Mistrzostw Polski z KGHM Metraco Zagłębie Lubin
- 2009, 2011, 2013, 2017:  Puchar Polski z KGHM Metraco Zagłębie Lubin

## Życie zawodowe
Po zakończeniu kariery sportowej założyła Akademię Sportfuture, organizującą zajęcia dla dzieci od 4 roku życia
Od 2017 roku pełni rolę eksperta podczas transmisji meczów Superligi Kobiet w TVP Sport.
W 2018 bez powodzenia kandydowała do rady powiatu lubińskiego, uzyskane 458 głosów dało 3 miejsce na liście, mandat uzyskała w 2022 po śmierci Adama Myrdy.
Od 2019 roku pełni funkcję Prezesa Zarządu w Stowarzyszeniu Rozwoju Piłki Ręcznej SPORTFUTURE.
W 2021 roku została członkinią Komisji ds. kobiet Związki Piłki Ręcznej w Polsce.